# (9187) Walterkröll
(9187) Walterkroll, désignation internationale (9187) Walterkröll, est un astéroïde de la ceinture principale.

## Description
(9187) Walterkroll est un astéroïde de la ceinture principale. Il fut découvert le 12 septembre 1991 à Tautenburg par Lutz Dieter Schmadel et Freimut Börngen. Il présente une orbite caractérisée par un demi-grand axe de 2,39 UA, une excentricité de 0,20 et une inclinaison de 4,4° par rapport à l'écliptique.

## Compléments